# Isabella (entreprise)
Pour les articles homonymes, voir Isabella.
Isabella est une société danoise qui fabrique des auvents pour caravanes et une gamme d’accessoires pour celles-ci.
La société fut fondée à Vejle en 1957 par Søren Odgaard. Il fut parmi les premiers à lancer le camping et le caravaning au Danemark.
Aujourd’hui, Isabella a des filiales en Norvège, Grande-Bretagne, Allemagne et Pays-Bas.
Isabella importe également en Suède, Autriche, France, Belgique, Italie, Luxembourg, Portugal, Pologne, Australie, et en Suisse.